# Província de La Vega
La Vega és una de les 31 Províncies de la República Dominicana. La província de La Vega, amb una superfície de 2 287 quilòmetres quadrats, es troba quasi en el centre de la República Dominicana. Amb el nom de Concepción de La Vega, va ser una de les cinc províncies originals creades per la Constitució de San Cristóbal el 1844. Inclou quatre municipis: La Vega, capçalera provincial, Constanza, Jarabacoa i Jima Abajo.